# Xã Columbia, Quận Boone, Missouri
Xã Columbia (tiếng Anh: Columbia Township) là một xã thuộc quận Boone, tiểu bang Missouri, Hoa Kỳ. Năm 2010, dân số của xã này là 62.961 người.